# Sint-Niklaaskerk (Kapelle-op-den-Bos)

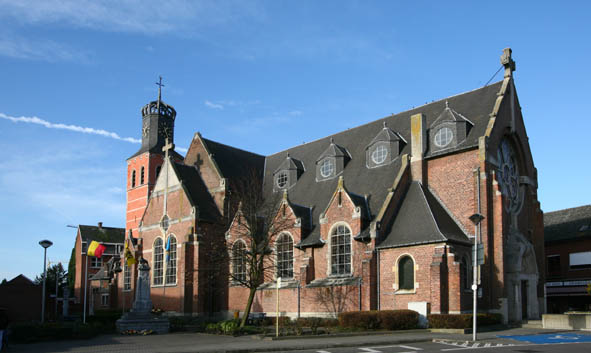
Sint-Niklaaskerk

De Sint-Niklaaskerk is de parochiekerk van de Vlaams-Brabantse plaats Kapelle-op-den-Bos, gelegen aan de Oudstrijdersstraat 2.

## Geschiedenis
Het patronaatsrecht van de parochie berustte bij de Abdij van Kortenberg. Een klokkentoren werd in 1556 gebouwd terwijl de kerk omstreeks 1564 gereed kwam. De kerk werd meermaals verbouwd en vergroot, onder meer in 1790, naar ontwerp van Carolus Josephus Everaert, in classicistische stijl.
In mei 1914 brandde deze kerk af door toedoen van de Duitse bezetter. In 1926 werd de kerk herbouwd naar ontwerp van Joseph Diongre. De westtoren, die naar verhouding weinig schade had geleden, werd voorzien van een kroon.
De ingebouwde westtoren bestaat uit een onderbouw in zandsteen van 1564, een verdieping in baksteen met zandstenen speklagen en hoekblokken, een bakstenen klokkenverdieping en de merkwaardige torenhelm met kroon van 1926. De eigenlijke kerk oogt als een kruiskerk en heeft rondbogige vensters. De zijbeuken hebben haaks op de kerkas staande zijkapellen met puntgevels.

## Interieur
De kerk bezit enkele glas-in-loodramen en barok beeldhouwwerk uit de 17e eeuw.